# Данилейко Олександр Іванович
Олександр Іванович Данилейко (нар. 20 липня 1967, Гадяч) — український дипломат. Тимчасовий повірений у справах України у Швеції (2004). Генеральний консул України в Торонто (Канада) (2007-2012).
Генеральний консул України в Едмонтоні (Канада) (з 2018).

## Біографія
Народися 20 липня 1967 року в Гадячі на Полтавщині. У 1992 році закінчив Київський технологічний інститут легкої промисловості. У 1995 — Українську академію зовнішньої торгівлі. У 2008 році — Національну академію державного управління при Президентові України.
У 1992—1998 рр. — Заступник начальника, начальник Управління двосторонніх відносин Міністерства зовнішніх економічних зв'язків і торгівлі України.
У 1998—1999 рр. — Начальник відділу двосторонніх відносин Управління економічного та науково-технічного співробітництва Міністерства закордонних справ України.
У 1999—2004 рр. — Радник Посольства України у Швеції.
З 06.07.2004 — тимчасовий повірений у справах України у Швеції.
У 2004—2007 рр. — Заступник Керівника Головної служби зовнішньої політики — керівник Департаменту європейської та євроатлантичної інтеграції Секретаріату Президента України.
З 05.02.2007 по 30.11.2007 — член делегації України на переговорах з Європейським Союзом щодо укладення нового базового договору між Україною та ЄС.
У 2007—2012 рр. — Генеральний консул України в Торонто (Канада).
У 2012—2014 рр. — Директор Департаменту економічного співробітництва Міністерства закордонних справ України.
У 2014—2015 рр. — Посол з особливих доручень Міністерства закордонних справ України, Виконавчий секретар Ради експортерів та інвесторів при Міністерстві.
З 2015 — Начальник Управління економічного співробітництва МЗС України, Заступник Голови Ради експортерів та інвесторів при Міністерстві закордонних справ України.

## Дипломатичний ранґ
- Надзвичайний і Повноважний Посланник 2-го класу (01.2007).[4]